# Лалоз, Альфонс
Альфонс Лалоз (фр. Alphonse Lalauze; 21 июня 1872, Париж — 1936, Мии-ла-Форе, Нижняя Нормандия, Франция) — французский художник-иллюстратор, баталист, плакатист и военный историк.

## Биография

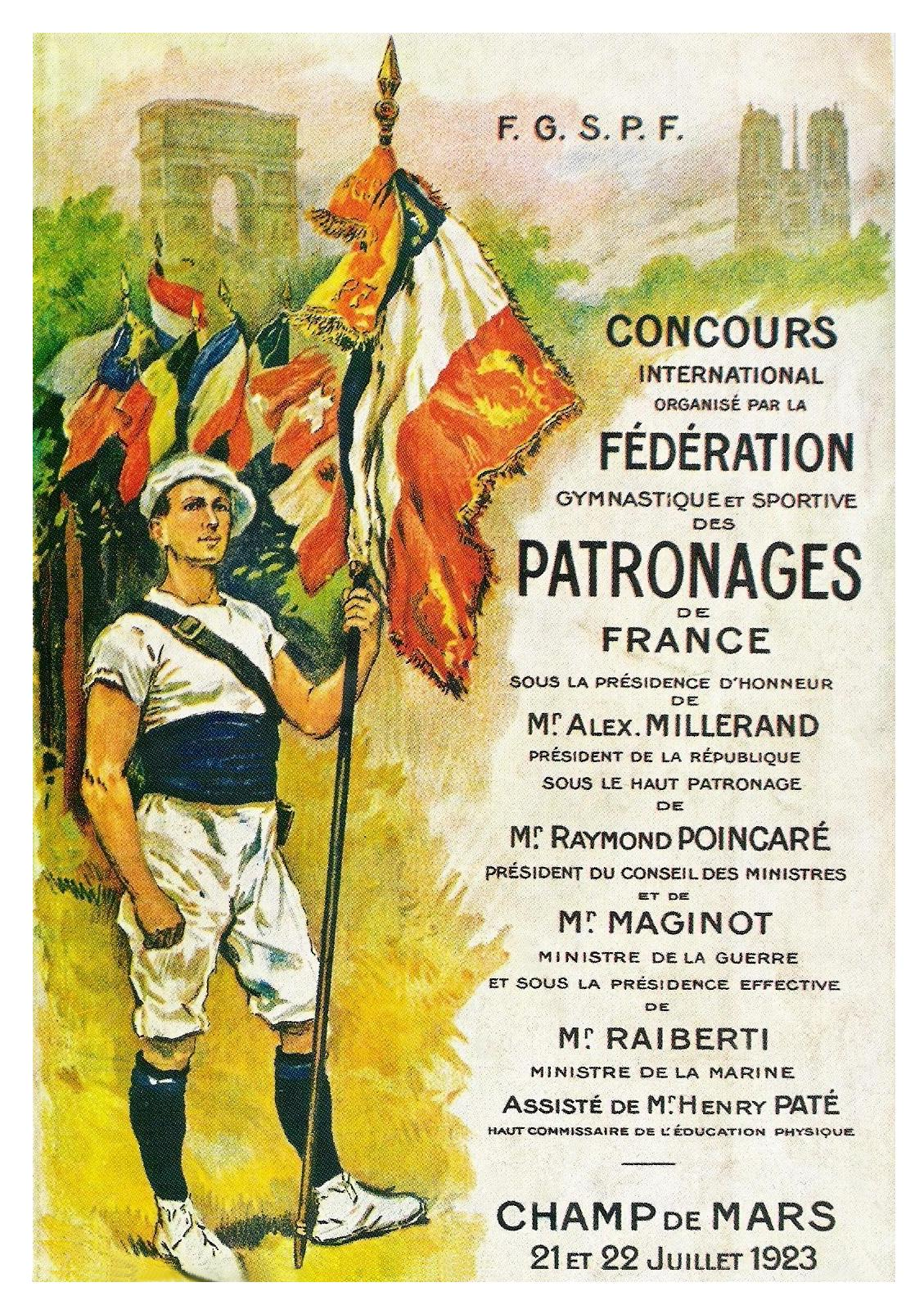
Плакат международного конкурса по гимнастике (FGSPF, 1923)

Сын гравёра и художника-иллюстратора Адольфа Лалоза. Первые уроки живописи получил у отца, позже учился под руководством Жана Батиста Эдуарда Детайля, который с 1896 по 1900 год возглавлял Общество французских художников.
Альфонс Лалоз специализировался на баталистике, затем стал армейским художником.
Активно выставлялся в парижском Салоне. В 1899 году был награждён поощрительной премией, а в 1900 году — медалью 3-го класса. В том же году также получил поощрительную премию на Всемирной выставке 1900 года в Париже, золотая медаль тогда досталась его отцу.
В 1923 году Альфонс Лалоз выиграл конкурс, организованный Федерацией гимнастики и спорта Франции (FGSPF), на создание плаката международного конкурса по гимнастике, проводившегося в том же году в Париже. В 1927 году этот плакат, перепечатанный без текста, стал графическим образцом для всех конкурсов этой федерации.
В 1935 году FGSPF заказал у художника диплом, изображение которого, вдохновлённое созданным им плакатом, служит ныне основой как для спортивных награждений, так и для признания заслуг спортивного тренера.
В 1931 года Альфонс Лалоз был награждён кавалерским Орденом Почётного легиона.

## Творчество
Из его живописных батальных работ известны «Mayence, 14 juillet 1803» (1908), «Dragons d’escorte» (1911), «Le Premier consul annonce à la garde consulaire l’arrivée de la division» (1914) и другие.
В качестве иллюстратора получил известность оформлением работ Оноре де Бальзака «Histoire de l’Empereur racontée par un vieux soldat» (1904) и Луи Дельперье (Louis Delpеrier) «Costumes militaires de l’armée française» (1902—1907).

## Галерея

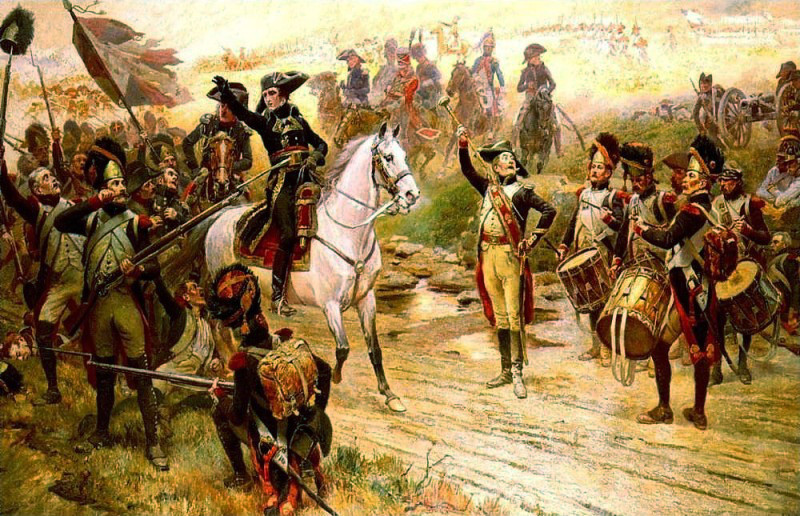
Наполеон Бонапарт при Маренго
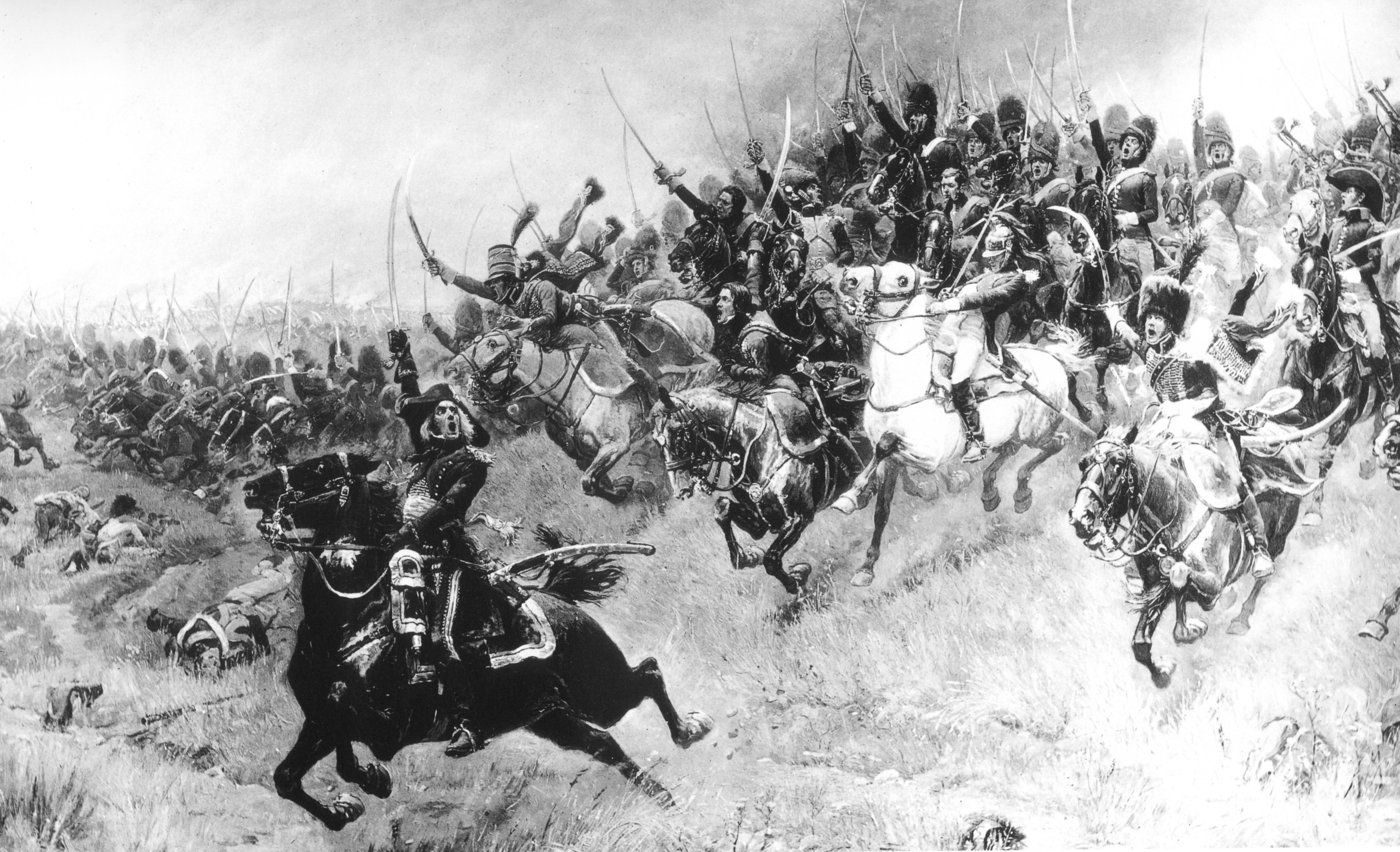
Атака Консульской гвардии во главе с генералом Бессьером в битве при Маренго
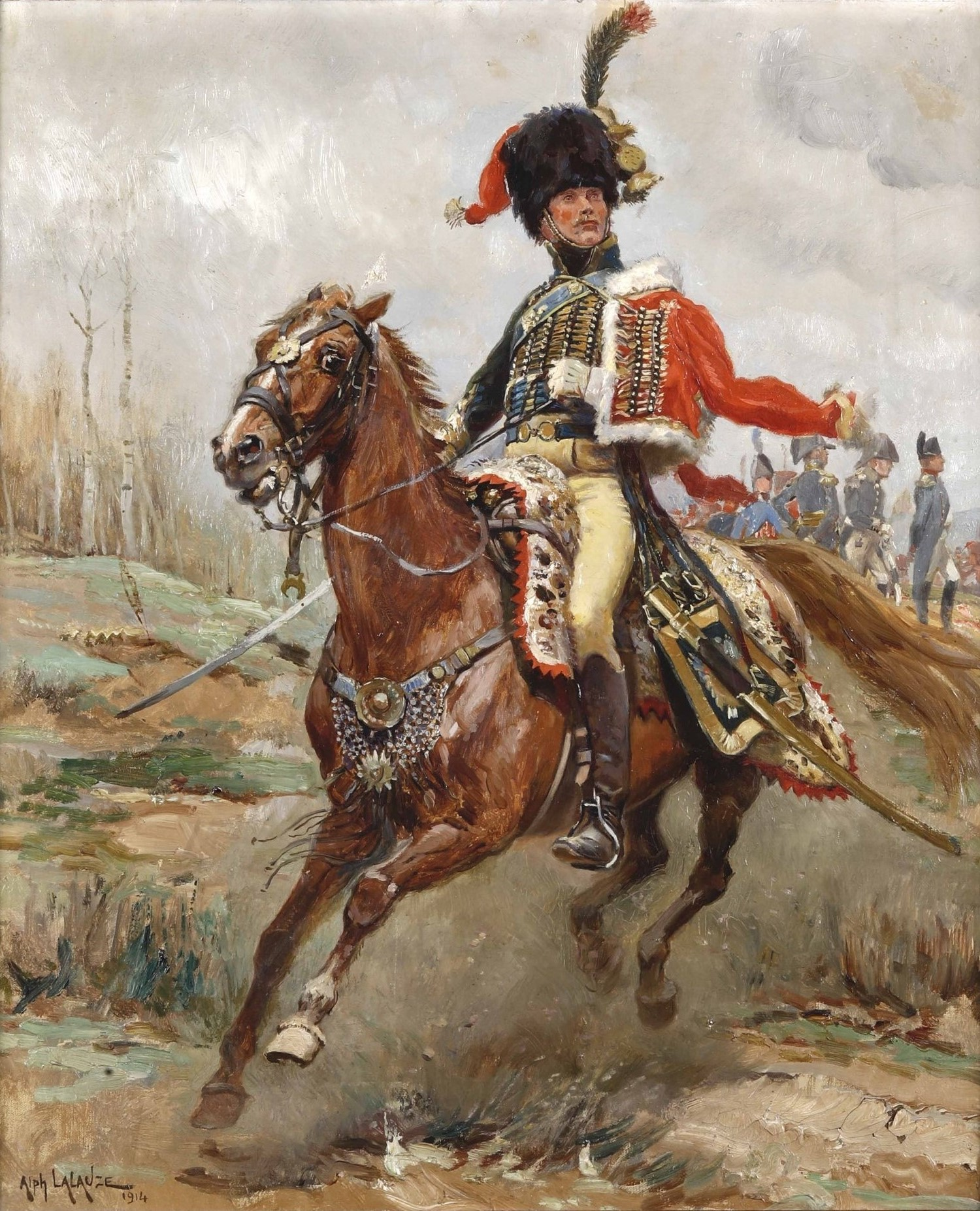
Офицер полка Конных егерей Императорской гвардии
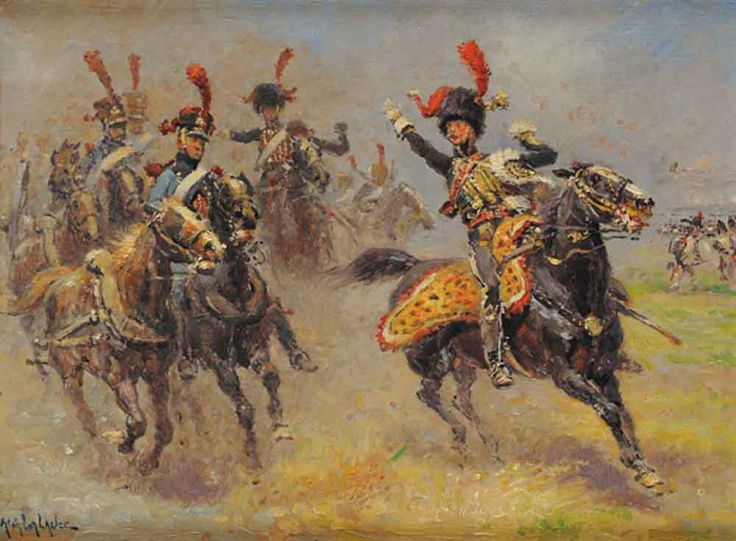
Конная артиллерия императорской гвардии выезжает на позицию
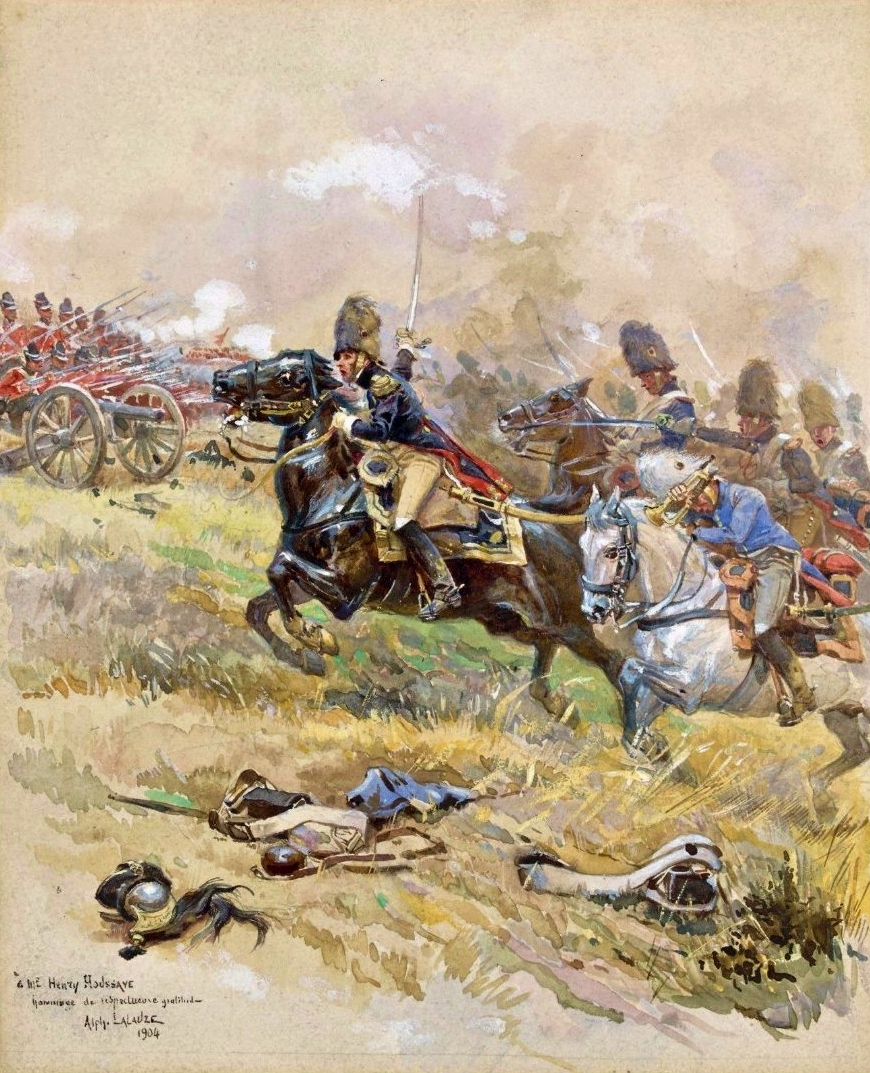
Конные гренадеры Императорской гвардии в битве при Ватерлоо
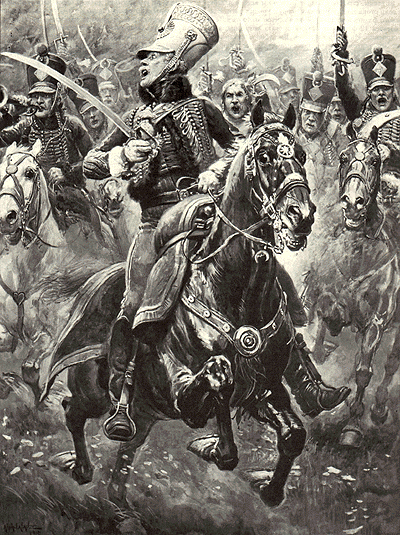
Полковник Марбо в битве при Ватерлоо во главе 7-го гусарского полка
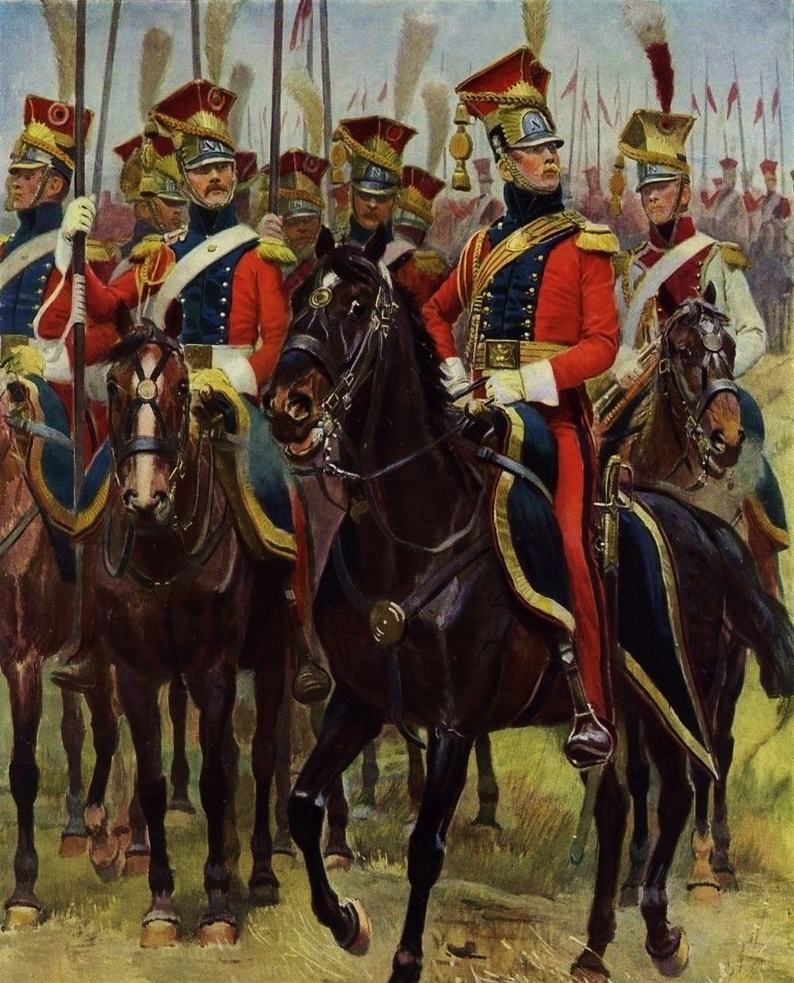
Красные уланы Императорской гвардии Наполеона
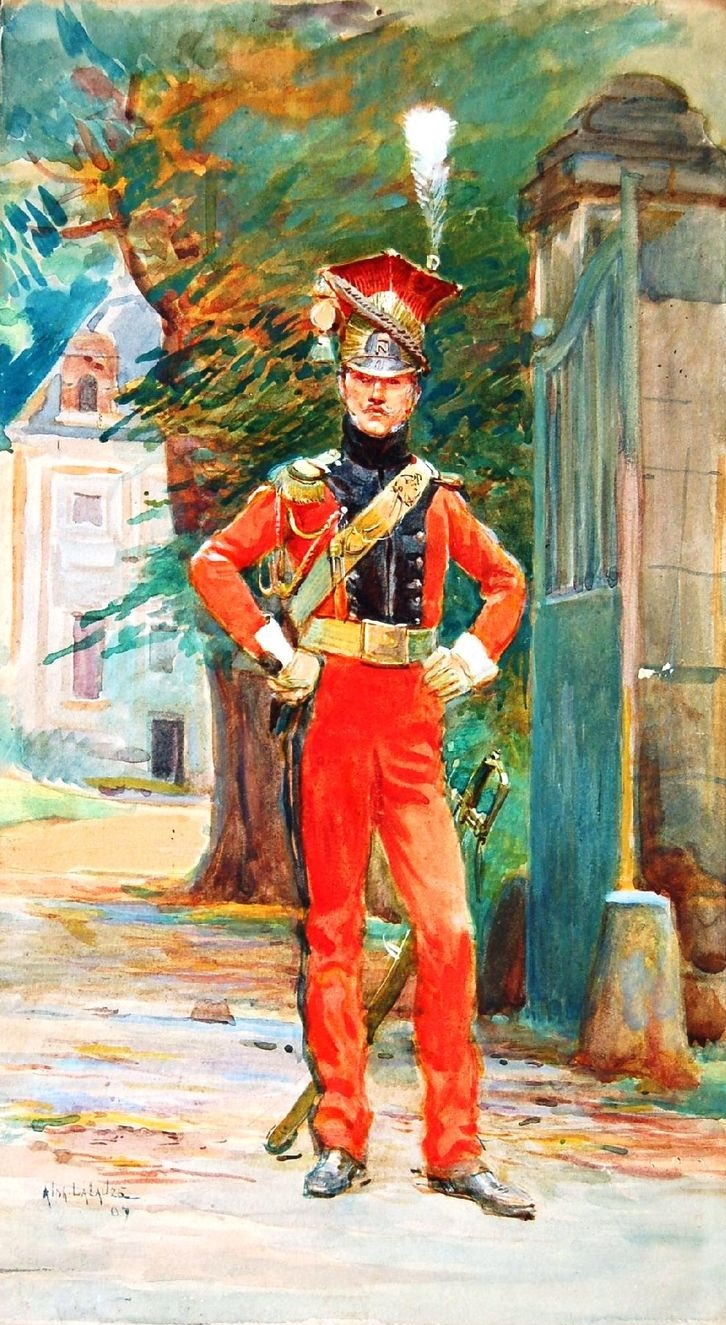
Красный улан
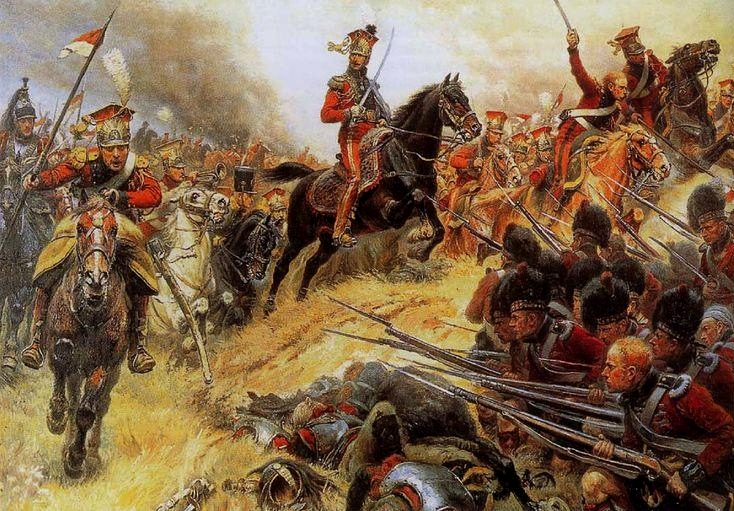
Красные уланы при Ватерлоо (в центре — дивизионный генерал Пьер де Кольбер-Шабане)
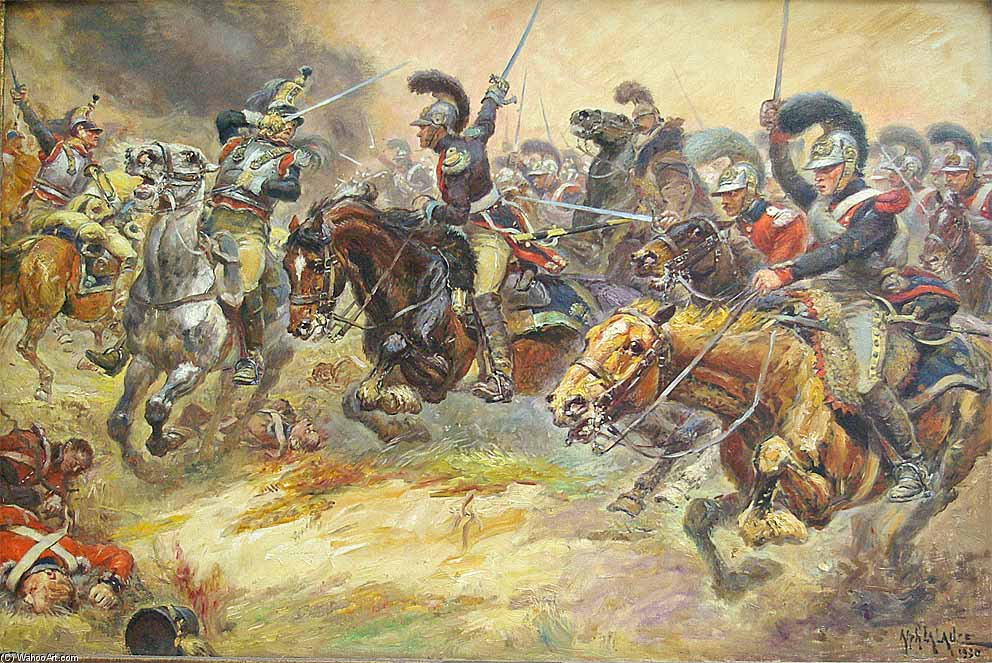
Контратака нидерландской кавалерии при Ватерлоо